# Cebus imitator
Khỉ mũ đầu trắng Panama hay còn gọi là khỉ mũ mặt trắng Trung Mỹ (Danh pháp khoa học: Cebus imitator) là một loài khỉ trong nhóm khỉ Tân Thế giới cỡ trung bình của họ khỉ Cebidae, phân họ Cebinae. Chúng có nguồn gốc từ các khu rừng nhiệt đới ở Trung Mỹ, khỉ mũ mặt trắng có vị trí rất quan trọng đối với hệ sinh thái rừng nhiệt đới vì vai trò của nó trong việc phân tán hạt và phấn hoa. Nó là con khỉ rất thông minh và đã được huấn luyện để hỗ trợ những người khiếm khuyết, bị liệt hay khuyết tật.
Trong số những con khỉ nuôi được biết đến nhiều nhất, khỉ mũ mặt trắng Panama được xem như là người bạn đồng hành điển hình của những người bán hàng dạo và đánh đàn dạo ở phương Tây. Trong những năm gần đây, loài khỉ này đã trở nên phổ biến trên các phương tiện truyền thông Bắc Mỹ, được sử dụng trong những bộ phim điện ảnh đặc biệt là trong loạt phim Cướp biển vùng Caribbean và còn hiện diện trong bộ phim kinh dị: Mãng xà: Phong huyết lan (tên gốc: Anacondas: The Hunt for the Blood Orchid) với hình ảnh chú khỉ biểu cảm sự sợ hãi tột độ.

## Đặc điểm
Khỉ mũ đầu trắng Panama là những con khỉ lích cỡ trung bình, chúng nặng tới 3,9 kg (8,6 lb). Bộ lông của chúng chủ yếu là màu đen, nhưng với một khuôn mặt màu hồng và màu trắng trên phần lớn của phần phía trước của cơ thể. Chúng có một cái đuôi biết cầm nắm đặc biệt, thường được cuộn lên và được sử dụng để giúp hỗ trợ khỉ khi chúng đang kiếm ăn dưới cành cây. Trong tự nhiên, khỉ mặt trắng Panama rất linh hoạt, sống trong nhiều loại rừng khác nhau và ăn nhiều loại nguồn thức ăn khác nhau, bao gồm trái cây, các loại thực vật khác, động vật không xương sống và động vật có xương sống cỡ nhỏ. 

## Hành vi
Loài khỉ này được ghi nhận là biết sử dụng công cụ để đào đất và thăm lỗ bao gồm cả việc chà xát thực vật lên cơ thể trong như việc sử dụng thuốc thảo dược, và cũng sử dụng các công cụ làm vũ khí và để lấy thức ăn. Một quần thể khỉ mũ mặt trắng sống trên đảo Jicarón thuộc Vườn quốc gia Coiba tại Panama như đang bước vào thời kỳ đồ đá, chúng bắt đầu biết sử dụng các công cụ bằng đá để đập vỡ hạt và động vật có vỏ, nhưng chỉ có một nhóm khỉ đực sống tại một khu vực cụ thể trên đảo Jicarón mới biết dùng công cụ đá, những con khỉ đực đập vỡ quả dừa, cua và ốc sên. Khi nguồn thực phẩm trở nên khan hiếm, việc dùng đá để đập vỡ hạt hay vỏ của các loài giáp xác giúp khỉ có nguồn thức ăn dồi dào hơn.
Khỉ mũ mặt được cho là một trong những loài khỉ Tân Thế giới thông minh nhất. Chúng có khả năng sử dụng các công cụ, học các kỹ năng mới và có dấu hiệu khác nhau của sự tự nhận thức. Khỉ hiểu được ý nghĩa của sự thiên vị. Chúng cũng biết cách cân nhắc những điều tốt hơn so với những thứ khác. Các nghiên cứu gần đây cho thấy rằng hormone Oxytocin, hay còn gọi là hormone tình yêu, ban đầu được cho là chỉ ảnh hưởng đến con người, cũng có thể ảnh hưởng đến cuộc sống của loài khỉ này. Hormone này được sản xuất bởi tuyến yên và đóng một vai trò quan trọng trong sự phát triển của một đứa trẻ. Chúng là một con khỉ sống lâu, với tuổi thọ được ghi nhận tối đa là hơn 54 năm. 

## Tập tính
Những con khỉ này sống trong một bầy có thể vượt quá số lượng 20 con và bao gồm cả con đực và con khỉ cái. Khỉ mũ mặt trắng Panama có tính xã hội cao, sống trung bình trong nhóm 16 cá thể, khoảng 3/4 trong số đó là những con khỉ cái. Các nhóm bao gồm những con cái có liên quan, con đực nhập bầy và con cái của chúng. Trung bình, khỉ nái sinh con sau mỗi 27 tháng mặc dù chúng giao phối suốt cả năm. Con cái có xu hướng ở lại trong nhóm ban đầu của chúng trong khi con đực rời khỏi nhóm một cách tự nhiên khi chúng 4 tuổi và thay đổi nhóm cứ sau 4 năm (để tránh việc giao phối cận huyết).
Cả khỉ mũ đực và khỉ mũ cái sẽ thể hiện các hành vi thống trị khác nhau trong nhóm. Các con cái thuộc giống khỉ mũ không có bất kỳ dấu hiệu cơ thể nào cho thấy chúng đang trong thời kỳ động đực. Các con khỉ cái thường thu hút sự chú ý của con đực bằng khuôn mặt hờn dỗi, những tiếng kêu rên rỉ hoặc bằng cách chạm vào khỉ đực và chạy đi chỗ khác, thậm chí còn ném đá về phía con khỉ đực nó khao khát yêu đương. Hành động ném đá của khỉ cái như một cách thăm hỏi, chào mời. Còn giống khỉ đực lại biết thu hút bạn tình, bằng cách tự đi tiểu lên người mình. 